# Distrito municipal de Pašilaičiai
Distrito municipal de Pašilaičiai es un distrito municipal perteneciente a la ciudad de Vilna y organizado administrativamente en cuatro barrios (Gineitiškės, Pašilaičiai, Pavilionys, Tarandė). El distrito está delimitado por el límite de la ciudad desde oeste y limita con los distritos municipales de Justiniškės, Fabijoniškės y Šeškinė. En territorio se localiza el lago de Gineitiškės.

## Barrios
El distrito está formado por los siguientes 4 barriosː
- Gineitiškės
- Pašilaičiai
- Pavilionys
- Tarandė

## Educación
- Escuela secundaria de Žemyna
- Escuela secundaria de Gabija
- Escuela secundaria de Aleksandras Puškinas

## Galería

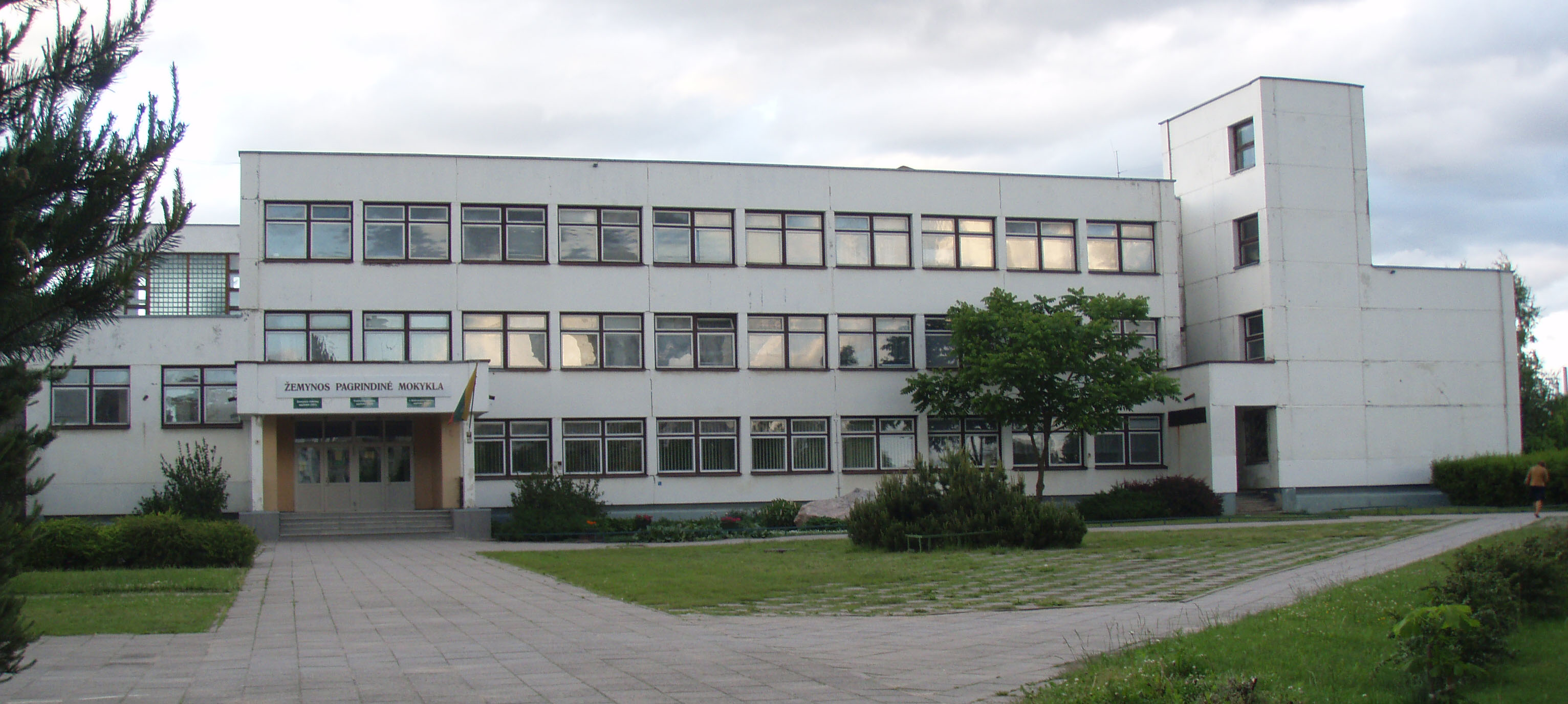
Escuela secundaria de Žemyna
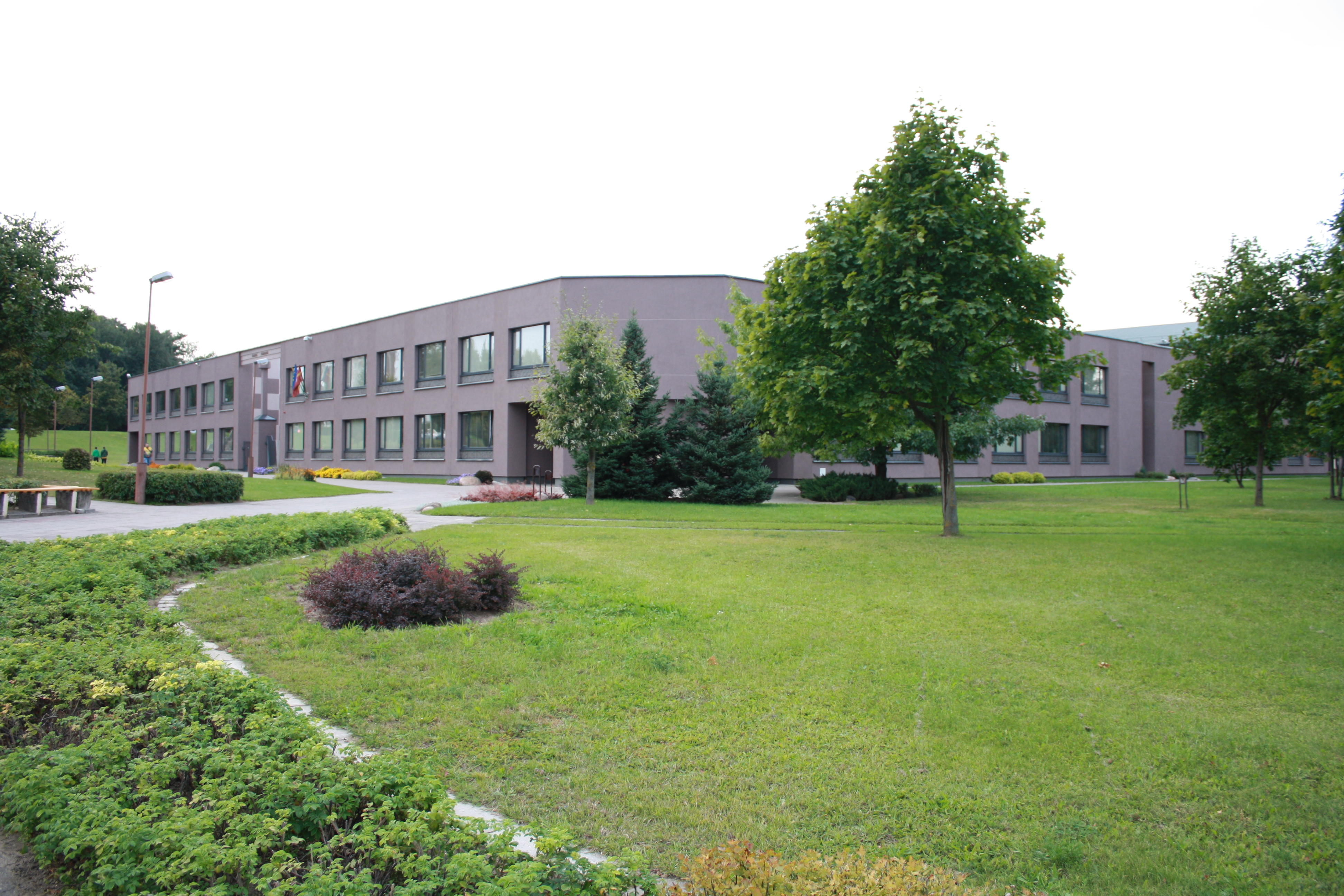
Escuela secundaria de Gabija
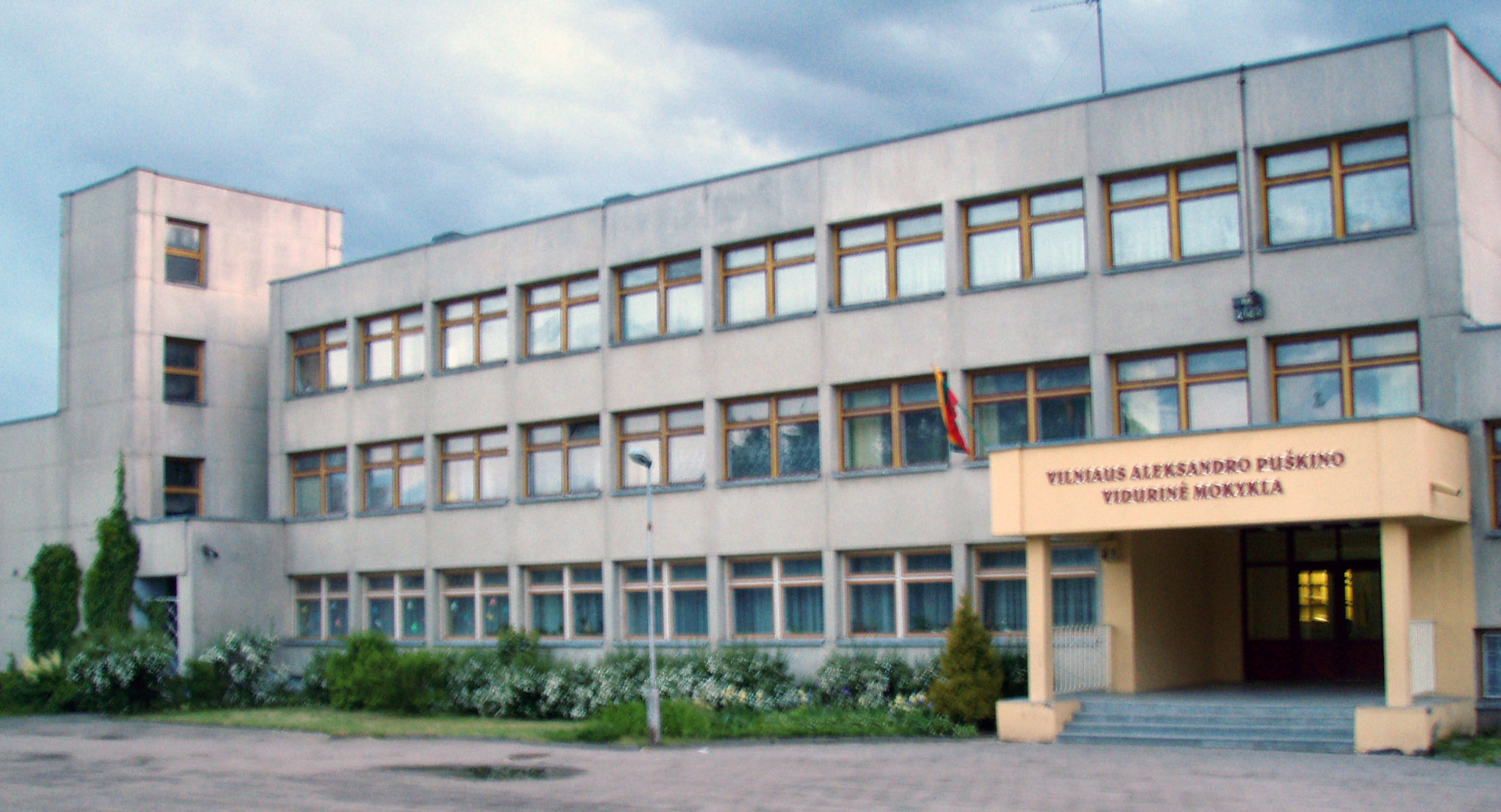
Escuela secundaria de Aleksandras Puškinas
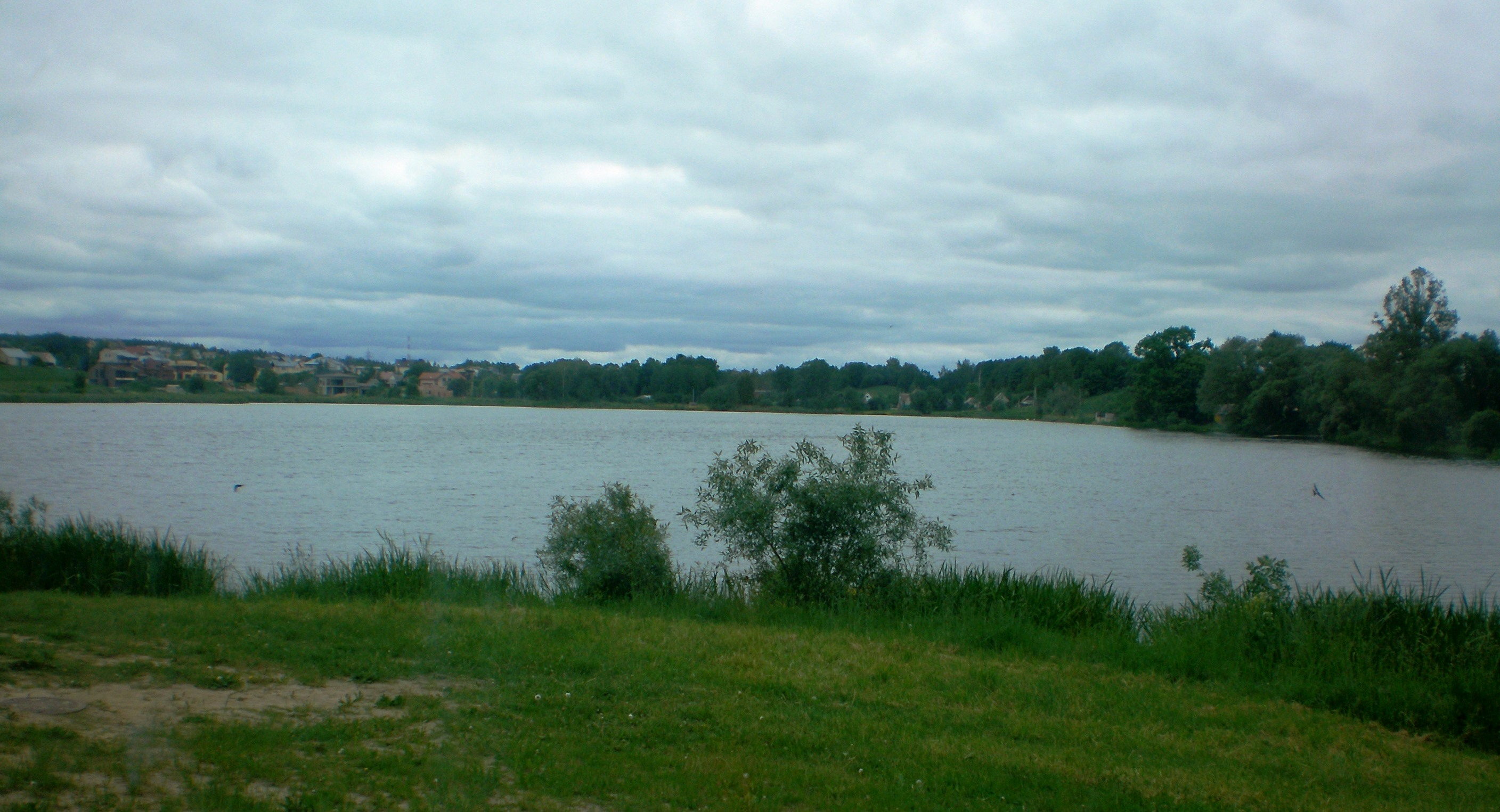
Lago de Gineitiškės
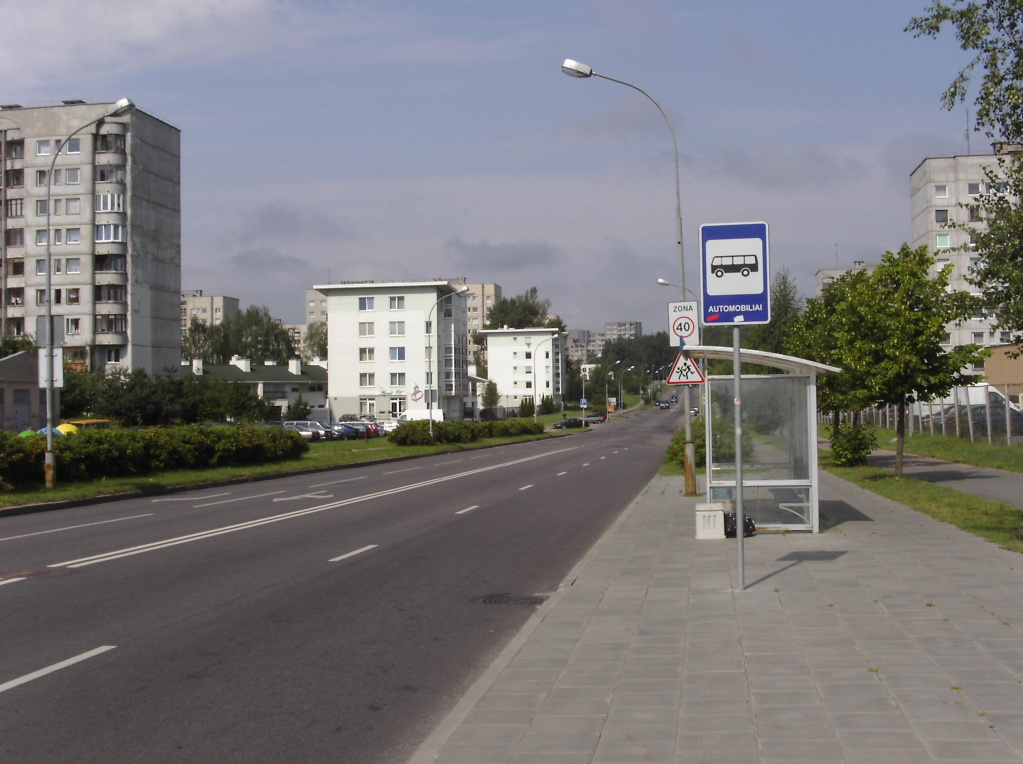
Calle de Pašilaičiai